# Harry Nyström (företagsledare)
Harry Gotthard Nyström, född 27 juli 1898 i Kristinehamn, död 1 januari 1991 i Stockholm, var en svensk elektroingenjör och företagsledare.
Harry Nyström var son till bankdirektören Lorentz Marcus Gotthard Nyström. Han avlade studentexamen vid högre realläroverket på Östermalm 1916 och blev därefter elev vid Kungliga Tekniska Högskolan där han utexaminerades från fackskolan för elektroteknik 1920. Därefter bedrev Nyström studier inom handel i utlandet, främst Tyskland 1921-1922. Han var 1922-1925 anställd vid Svenska aktiebolaget gasackumulator. Nyström var 1926-1968 VD för Sveriges elektroindustriförening (ELIF), sekreterare i Elektriska standardiseringskommissionen 1925-1937, sekreterare i Föreningen för elektricitetens rationella användning (FERA) 1928-1967, sekreterare i Svenska radiointressentförbundet 1929-1951, ledamot av styrelsen för Svenska låsmutter AB 1931-1972 varav 1936-1972 som ordförande, ledamot av styrelsen för Kungliga Svenska Segelsällskapet 1932-1946 varav 1936-1942 som sekreterare, ledamot av styrelsen för AB Kraftemballage 1934-1953, ledamot av Svenska brandskyddsföreningens elektriska nämnd från 1936, sekreterare och verkställande ledamot av Svenska elektriska kommissionen 1937-1948 och ledamot av styrelsen där 1949-1970, ordförande i Svenska konsthartsindustriens råvaru- och importförening (SKRIF) 1941-1949, ledamot av styrelsen för Inreco AB från 1945, ordförande i styrelsen för Svensk plastförening 1946-1960, ledamot av styrelsen för Sveriges tekniskt-industriella skiljedomsinstitut 1948-1960 och 1956 vice ordförande och 1961-1970 ordförande där. Nyström var även ledamot av televisionsutredningen 1951-1954, ledamot av styrelsen för Svenska elektriska materielkontrollanstalten AB (SEMKO) 1951-1970, varav som styrelsens vice ordförande 1954-1957 och ordförande 1967-1969.